# Schoepfia fragrans
Schoepfia fragrans är en tvåhjärtbladig växtart som beskrevs av Nathaniel Wallich. Schoepfia fragrans ingår i släktet Schoepfia och familjen Schoepfiaceae. Inga underarter finns listade i Catalogue of Life.